# Nucleo terrestre
Il nucleo terrestre, in geologia e in geofisica, è il più interno degli involucri concentrici in cui è suddivisa la Terra. 

Struttura schematica della Terra 1. crosta terrestre - 2. crosta oceanica - 3. mantello superiore - 4. mantello inferiore - 5. nucleo esterno - 6. nucleo interno - A: discontinuità di Mohorovičić - B: discontinuità di Gutenberg - C: discontinuità di Lehmann

## Descrizione

### Struttura
Caratterizzato da un'alta densità, il nucleo è separato dal mantello da una discontinuità, detta di Gutenberg, posta a circa 2900 km dalla superficie. 
Il nucleo, pertanto, ha un raggio di circa 3500 km e, in base alla fase delle componenti che lo costituiscono, viene ulteriormente suddiviso in due gusci concentrici: 
- il nucleo esterno, liquido, è composto principalmente da ferro (20%) e nichel ed è caratterizzato da una temperatura di 3000 °C, una densità di 9,3 g/cm³ e una pressione di 140 GPa; le correnti convettive nel nucleo esterno liquido sarebbero, secondo alcune teorie, la causa dell'origine del campo geomagnetico terrestre, basato sul modello della geodinamo.
- il nucleo interno è invece viscoso, composto quasi esclusivamente di ferro, con un raggio di circa 1250 km, ha una temperatura attorno ai 5400 °C/6000 °C,[1] una densità di 13 g/cm³ e una pressione di 330-360 GPa.[2] Tali condizioni limite fanno supporre che il ferro si trovi in uno stato cristallino.

Nonostante la temperatura del nucleo interno sia maggiore di quello esterno, esso è viscoso perché la pressione è superiore e questo porta a un innalzamento notevole del punto di fusione del ferro. Ma se esso potesse ipoteticamente essere perforato, risulterebbe liquido.
Secondo recenti studi la temperatura del nucleo è per la maggior parte prodotta dal decadimento spontaneo di elementi radioattivi quali uranio, torio e potassio.

## Storia della scoperta
Il nucleo terrestre, non è raggiungibile attraverso perforazioni. L'attuale conoscenza della sua composizione deriva dagli studi in geofisica, anche se alcune discipline, quali la petrografia e l'astronomia, hanno contribuito alla creazione del modello attuale.
Le prime stime corrette riguardo alla massa terrestre derivano dalla fisica classica, per l'esattezza dalla legge di gravitazione universale di Newton. Risolvendo l'equazione per la massa terrestre e calcolando da questa la densità media prevista per il pianeta, si ottiene un valore quasi doppio rispetto alla densità media misurata sulla crosta. 
Questo fu il primo indizio di una composizione non omogenea dell'interno del pianeta.
Nuove ipotesi vennero formulate in seguito alla scoperta che le onde sismiche non si propagano all'interno della Terra alla stessa velocità, ma accelerano progressivamente spostandosi verso l'interno, talvolta anche con repentini cambiamenti, detti discontinuità come rilevato da Mohorovičić. Un'altra osservazione, legata al tipo di onde che si propagano, permise di determinare la fase di alcuni gusci in quanto si osservava la scomparsa di onde compressive quando queste attraversavano il nucleo esterno e un forte rallentamento nell'attraversare l'astenosfera (perché solo parzialmente fusa). Queste importanti osservazioni portarono alla formulazione di un modello a gusci concentrici.
Lo studio di brandelli di mantello superiore strappati da magmi poco viscosi e trasportati in superficie ha consentito di avere campioni di roccia provenienti dall'astenosfera. Tali brandelli, denominati xenoliti hanno una composizione peridotitica (per lo più lherzolitica). Gli xenoliti si ritrovano quasi esclusivamente in rocce basaltiche o carbonatiti perché i magmi che generano tali rocce sono i meno viscosi.
Recenti prove hanno suggerito che il nucleo interno terrestre possa ruotare leggermente più in fretta del resto del pianeta, di circa 2 gradi per anno (Comins DEU-p.82)
. Non è ben chiara la ragione di questo comportamento.